# Breil-sur-Roya
Breil-sur-Roya (bis 1860 italienisch Breglio, okzitanisch Brelh de Ròia) ist eine französische Gemeinde mit 2.292 Einwohnern (Stand 1. Januar 2022) im Département Alpes-Maritimes in der Region Provence-Alpes-Côte d’Azur.
Breil-sur-Roya liegt in den Seealpen auf 350 m Höhe am Fluss Roya, nahe der Grenze zu Italien und rund 20 Kilometer von der französischen Riviera (Côte d’Azur) entfernt. Der Fluss Roya ist hier für die Gewinnung von Elektrizität aufgestaut und bildet auf der Westseite des Ortes einen kleinen See.
Bis 1860 hieß der Ort Breglio und gehörte zum Königreich Sardinien, bis dieses die Grafschaft Nizza zusammen mit Savoyen an Frankreich abtrat. Bis 1860 war die vorherrschende Verkehrssprache daher Italienisch; folglich hielt eine für Frankreich typische, konsequente Französisierung Einzug.
In Breil-sur-Roya befindet sich der Knotenbahnhof zwischen den beiden Zweigen der Tendabahn. Durch den Ort führt zudem die Straße zum Tendapass. Breil-sur-Roya ist ein Etappenort am Fernwanderweg GR 52A, dem Sentier Panoramique du Mercantour, und der Via Alpina.

## Bevölkerungsentwicklung
| Jahr                       | 1962 | 1968 | 1975 | 1982 | 1990 | 1999 | 2006 | 2016 | 2018 |
| Einwohner                  | 1994 | 2148 | 2089 | 2095 | 2058 | 2028 | 2092 | 2166 | 2151 |
| Quellen: Cassini und INSEE |      |      |      |      |      |      |      |      |      |

## Sehenswürdigkeiten
Siehe auch: Liste der Monuments historiques in Breil-sur-Roya
- Porte de Gênes (Stadttor)
- Kirche Sancta Maria In Albis, 17. Jahrhundert
- Kapelle Notre-Dame du Mont/Nostra signora del monte, 11. Jahrhundert (Monument historique)
- Glockenturm Saint Jean/San Giovanni, 11. Jahrhundert
- Tour de la Cruella, 11. Jahrhundert

## Gemeindepartnerschaften
Partnergemeinde von Breil-sur-Roya ist Borgo San Dalmazzo in der italienischen Region Piemont, etwa 60 km nördlich von Breil.